# Ботнет

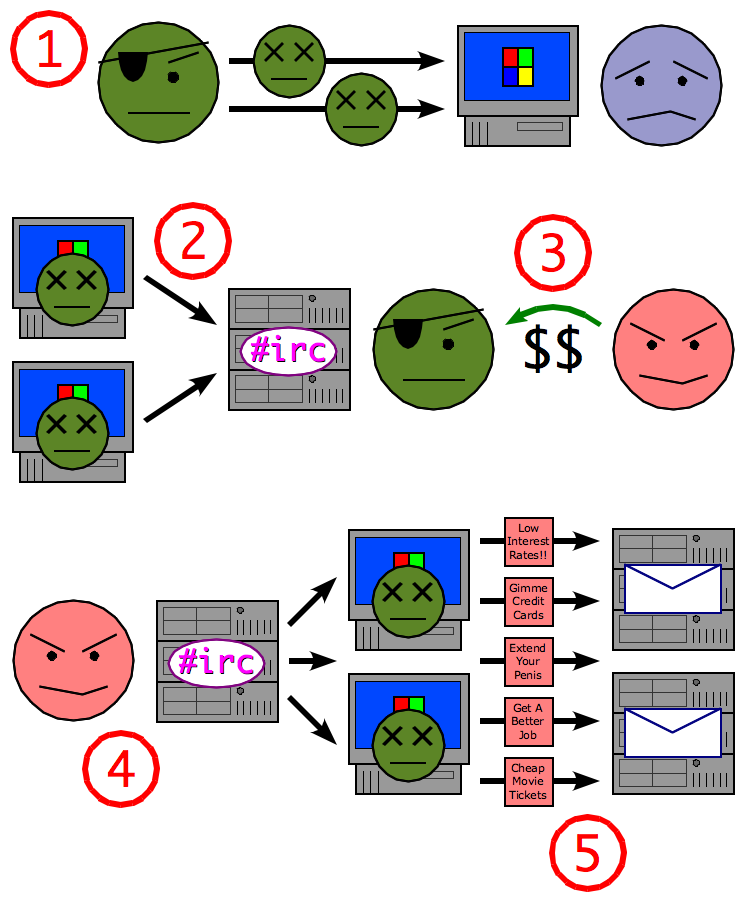
Схема створення та використання ботнету: 1 Зараження незахищених комп'ютерів, 2 Включення їх в ботнет, 3 Власники ботнету продають послуги бот-мереж, 4/5 Використання Ботнету, наприклад, для розсилки спаму

Ботне́т (англ. botnet від robot і network) — це комп'ютерна мережа, що складається з деякої кількості хостів, із запущеними ботами — автономним програмним забезпеченням.
Найчастіше бот у складі ботнета є програмою, яка приховано встановлюється на комп'ютері жертви і дозволяє зловмисникові виконувати певні дії з використанням ресурсів інфікованого комп'ютера. Зазвичай використовуються для протиправної діяльності — розсилки спаму, перебору паролів на віддаленій системі, атак на відмову в обслуговуванні, отримання персональної інформації про користувачів, крадіжка номерів кредитних карток та паролів доступу. Кожен комп'ютер в мережі діє як «бот» і управляється шахраєм для передачі шкідливих програм або шкідливого контенту для запуску атаки. Ботнет деколи називають «армією зомбі», так як комп'ютери контролюються кимось іншим, крім їх власника.

## Технічний опис

### Залучення комп'ютерів до ботнету
Комп'ютер може потрапити в мережу ботнету через встановлення певного програмного забезпечення, без відома користувача. Трапляється це зазвичай через:
- Інфікування комп'ютера вірусом через вразливість в ПЗ (помилки в браузерах, поштових клієнтах, програмах перегляду документів, зображень, відео).
- Недосвідченість або неуважність користувача — шкідливе ПЗ маскується під «корисне програмне забезпечення».
- Використання санкціонованого доступу до комп'ютера (рідко).
- Підбір адміністративного пароля до мережевих ресурсів зі спільним доступом (наприклад, до $ADMIN, що дозволяє віддалено виконати програму) — переважно в локальних мережах.

### Механізм маскування
Механізм захисту від видалення аналогічний більшості вірусів та руткітів, зокрема:
- маскування під системний процес;
- підміна системних файлів для самомаскування;
- інжекція коду безпосередньо в адресний простір системного процесу або процесу користувача
- перехоплення системних викликів для маскування наявності в системі файлів ботнету та посилань на нього;
- перехоплення системних процедур роботи з мережею для маскування трафіку ботнету під трафік користувача або системних утиліт.
- використання поліморфного коду, що ускладнює сигнатурний аналіз
- маскування під корисне ПЗ (прискорювачі Інтернет, програми для завантаження на диск онлайн-відео та -аудіо та ін.)

### Механізм самозахисту
- створення перешкод нормальній роботі антивірусного ПЗ
- перезавантаження комп'ютера та інші порушення нормальної роботи при спробі доступу до виконуваних файлів або ключів автозапуска, в яких прописані файли програмного забезпечення ботнету;

### Механізм автозапуску
Для автозапуску найчастіше використовуються наступні технології:
- використання нестандартних методів запуску (використовуються шляхи автозапуску від старого програмного забезпечення, підміна налагоджувальника процесів);
- використання двох процесів які перезапускають один одного, у випадку зняття одного з цих процесів інший процес знову його запустить;
- підміна системних файлів, що автоматично завантажуються операційною системою;
- реєстрація в ключах автозапуску або в списку модулів розширення функціональності системи;

### Механізм керування ботнетом
Раніше керування передбачало «очікування» певних команд по певному порту, або участь в IRC-чаті. При відсутності команд програма «спить» очікуючи на команду власника, можливо намагається саморозмножуватись. При отриманні команди від «власника» ботнету, починає виконувати вказану команду. В ряді випадків за командою завантажується виконуваний файл (таким чином, є можливість «оновлювати» програму і завантажувати модулі які додають функціональність).
Наразі отримали поширення ботнети які керуються через вебсайт або по принципу p2p-мереж.

## Список найбільших ботнетів
| Дата створення   | Ім'я       | Кількість ботів      | Потенціал для спаму | Подібні ботнети                                     |
| ---------------- | ---------- | -------------------- | ------------------- | --------------------------------------------------- |
| 1999             | !a         | 999,999,999          | 100000              | !a                                                  |
| 2009 (Травень)   | BredoLab   | 30,000,000           | 3.6 млрд./день      | Oficla                                              |
| 2008 (приблизно) | Mariposa   | 12,000,000           | ?                   | Немає                                               |
| ?                | Conficker  | 10,000,000+          | 10 млрд./день       | DownUp, DownAndUp, DownAdUp, Kido                   |
| ?                | Zeus       | 3,600,000 (лише США) | Немає               | Zbot, PRG, Wsnpoem, Gorhax, Kneber                  |
| 2007 (приблизно) | Cutwail    | 1,500,000            | 74 млрд./день       | Pandex, Mutant                                      |
| ?                | Grum       | 565,000              | 39.9 млрд./день     | Tedroo                                              |
| ?                | Kraken     | 495,000              | 9 млрд./день        | Kracken                                             |
| 2007 (Березень)  | Srizbi     | 450,000              | 60 млрд./день       | Cbeplay, Exchanger                                  |
| ?                | Lethic     | 260,000              | 2 млрд./день        | Немає                                               |
| ?                | Mega-D     | 250,000              | 10 млрд./день       | Ozdok                                               |
| 2004 (Початок)   | Bagle      | 230,000              | 5.7 млрд./день      | Beagle, Mitglieder, Lodeight                        |
| ?                | Bobax      | 185,000              | 9 млрд./день        | Bobic, Oderoor, Cotmonger, Hacktool.Spammer, Kraken |
| ?                | Torpig     | 180,000              | Немає               | Sinowal, Anserin                                    |
| ?                | Storm      | 160,000              | 3 млрд./день        | Nuwar, Peacomm, Zhelatin                            |
| 2006 (приблизно) | Rustock    | 150,000              | 30 млрд./день       | RKRustok, Costrat                                   |
| ?                | Donbot     | 125,000              | 0.8 млрд./день      | Buzus, Bachsoy                                      |
| 2008 (Листопад)  | Waledac    | 80,000               | 1.5 млрд./день      | Waled, Waledpak                                     |
| ?                | Maazben    | 50,000               | 0.5 млрд./день      | Немає                                               |
| ?                | Onewordsub | 40,000               | 1.8 млрд./день      | ?                                                   |
| ?                | Gheg       | 30,000               | 0.24 млрд./день     | Tofsee, Mondera                                     |
| ?                | Nucrypt    | 20,000               | 5 млрд./день        | Loosky, Locksky                                     |
| ?                | Wopla      | 20,000               | 0.6 млрд./день      | Pokier, Slogger, Cryptic                            |
| 2008 (приблизно) | Asprox     | 15,000               | ?                   | Danmec, Hydraflux                                   |
| ?                | Spamthru   | 12,000               | 0.35 млрд./день     | Spam-DComServ, Covesmer, Xmiler                     |
| ?                | Xarvester  | 10,000               | 0.15 млрд./день     | Rlsloup, Pixoliz                                    |
| 2009 (Серпень)   | Festi      | ?                    | 2.25 млрд./день     | Немає                                               |
| 2008 (приблизно) | Gumblar    | ?                    | ?                   | Немає                                               |
| ?                | Akbot      | ?                    | ?                   | Немає                                               |
| 2100             | z!         | -100,000,000         | -99999              | z!                                                  |

### Інтернет речей
У вересні 2016 року після публікації статті про угрупування, які продають послуги ботнетів для здійснення DDoS-атак, вебсайт журналіста Брайана Кребса (англ. Brian Krebs) сам став жертвою DDoS-атаки, трафік якої на піку досягав 665 Гб/с, що робить її однією з найпотужніших відомих DDoS-атак. Оскільки хостер сайту відмовився надалі безоплатно надавати свої послуги, сайт довелось на деякий час закрити поки не був знайдений новий хостер. Атака була здійснена ботнетом з інфікованих «розумних» відео-камер (так званий інтернет речей). В жовтні того ж року зловмисники оприлюднили вихідні тексти використаного шкідливого ПЗ (відоме під назвою Mirai), чим створили ризики неконтрольованого відтворення атак іншими зловмисниками.
Ботнет Mirai став можливим завдяки реалізації вразливості, яка полягала у використанні однакового, незмінного, встановленого виробником пароля для доступу до облікового запису адміністратора на «розумних» пристроях. Всього мав відомості про 61 різних комбінацій логін-пароль для отримання доступу до облікового запису методом перебирання. Дослідження показали, що значна частина вразливих пристроїв була виготовлена з використанням складових виробництва фірми XiongMai Technologies з офісом в Ханчжоу, та фірми Dahua, Китай. Також дослідження показали, що станом на 23 вересня, коли атака сягнула піку інтенсивності, в інтернеті можна було знайти понад 560 000 пристроїв вразливих до подібного типу атак.

## Боротьба з ботнетами
В період 27-29 травня 2024 року правоохоронці зі США, Франції, Нідерландів, Великої Британії, Ірландії, Данії, Німеччини, Португалії та України провели масштабну спецоперацію «EndGame», в ході якої було видалено та арештовано 91 сервер і заблоковано понад 1000 доменів, пов’язаних зі злочинною діяльністю та які дозволяли кіберзлочинцям виманювати гроші у своїх жертв. Спецоперація, координована зі штаб-квартири Європолу, була націлена на дроперів, зокрема таких, як IcedID, SystemBC, Pikabot, Smokeloader, Bumblebee і Trickbot. Понад 100 серверів ліквідували у Болгарії, Канаді, Німеччині, Литві, Нідерландах, Румунії, Швейцарії, Великій Британії, США та Україні. Понад дві тисячі доменів правоохоронцям вдалося взяти під контроль. Як зазначили в Європолі, це найбільша в історії операція з ліквідації ботнетів — злочинних сервісів, що відіграють важливу роль у розгортанні програм-вимагачів.